# Triboniophorus
Triboniophorus is een geslacht van longslakken uit de familie Athoracophoridae. 

## Beschrijving
Deze slakken hebben twee, niet vier, tentakels, en net als andere Athoracophoridae-slakken hebben ze een ingesprongen patroon op hun dorsum dat lijkt op de nerven van een blad.

## Soorten
- Triboniophorus graeffei Humbert, 1863 = Rodedriehoekslak

Niet geaccepteerde soorten
- Triboniophorus brisbanensis W. Pfeiffer, 1900 -> Triboniophorus graeffei Humbert, 1863
- Triboniophorus krefftii W. Keferstein, 1865 -> Triboniophorus graeffei Humbert, 1863
- Triboniophorus schuetteii W. Keferstein, 1865 -> Triboniophorus graeffei Humbert, 1863

- Triboniophorus insularis Grimpe & Hoffmann, 1925 (taxon inquirendum)